# Friedrich Ludovici
Friedrich Ludovici (* 19. März 1792 in Kassel; † 29. November 1869 in Braunschweig) war ein braunschweigischer Generalmajor und Vizekommandant in Braunschweig.

## Militärische Laufbahn
Ludovici trat am 17. Februar 1806 in Westfalen in den Militärdienst ein und diente seit dem 1. Januar 1808 als Sergeant in der westfälischen Jäger-Garde. Am 25. April 1809 wurde er zum Sekondeleutnant ernannt und nahm am Krieg gegen Österreich teil. Am 30. Januar 1811 wurde er zum Premierleutnant befördert und kam am 23. Januar 1812 zum 3. Linien-Regiment. In den Jahren 1812/13 nahm Ludovici am Krieg gegen Russland und Preußen, seit Januar 1813 im 4. Linien-Regiment, teil. Am 20. April 1814 kam er als Leutnant zum 3. Linien-Bataillon nach Braunschweig. Als Stabskapitän wurde er im 2. leichten Bataillon eingesetzt und am 16. Juni in der Schlacht bei Quatre-Bras verwundet. Am 3. Februar 1816 wurde er auf Wartegeld gesetzt, ehe er am 12. August zum Reserve-Bataillon Helmstedt kam. Ludovici wurde am 19. Mai 1820 zum Kapitän ernannt und am 8. Mai 1822 erneut auf Wartegeld gesetzt. Am 11. September 1826 wurde er zum Garde-Grenadier-Bataillon aggregiert und wurde am 14. Januar 1829 Kompaniechef. Er wurde am 21. Oktober 1830 Chef der 2. Kompanie des III. (Leib-)Bataillons des Herzoglich Braunschweigischen Infanterie-Regiments. Hier wurde er seit dem 11. November 1842 mit dem Charakter eines Majors eingesetzt, die Beförderung erfolgte am 20. Mai 1843, wobei er zugleich etatmäßiger Stabsoffizier wurde. Am 17. Juli 1846 wurde ihm das Kommando des Leib-Bataillons übertragen und nach seiner Ernennung am 23. April zum Oberstleutnant wurde er am 31. August 1849 Kommandant des Infanterie-Regiments. Am 25. April 1852 wurde er zum Oberst und am 14. Februar 1855 zum Generalmajor und Brigadekommandeur ernannt. Am 12. Dezember 1861 wurde er pensioniert und zugleich bis zum 4. Oktober 1867 als Vizekommandant der Garnison Braunschweig eingesetzt. Ludovici verstarb am 29. November 1869 in Braunschweig.